# Ophiactis seminuda
Ophiactis seminuda is een slangster uit de familie Ophiactidae.
De wetenschappelijke naam van de soort werd in 1936 gepubliceerd door Theodor Mortensen.